# Évangile selon Philippe
L’Évangile selon Philippe est un évangile gnostique écrit probablement à la fin du IVe siècle. Il a été trouvé dans la bibliothèque de Nag Hammadi en 1945. Il est considéré comme apocryphe par les chrétiens.

## Origine
Comme pour la plupart des autres évangiles, il est peu probable que Philippe en soit l'auteur. 
Un évangéliste Philippe (l’un des sept, pas l'un des douze apôtres) est mentionné dans les Actes des Apôtres (21,8), ce qui pourrait être l'origine de l'attribution d'un évangile à ce personnage. Pourtant cela ne signifie pas forcément qu'il ait écrit un récit de la vie de Jésus, cette façon de l'appeler pouvant très bien renvoyer au chapitre 8 des Actes des Apôtres, où le même Philippe « annonce le Christ » en Samarie ou à un eunuque éthiopien.

## Contenu
Il est écrit dans l'Évangile selon Philippe que Jésus aimait Marie Madeleine (ce qui étonnait ses disciples). 
L'histoire de Marie la Magdaléenne (Marie-Madeleine) y est racontée d'un point de vue gnostique. 

## Évangile grec de Philippe
Avant la découverte du manuscrit complet dans la bibliothèque copte de Nag Hammadi, on ne connaissait de l'évangile de Philippe qu'une courte citation, introduite sous ce nom, dans le Panarion (en grec Πανάριον, « boite à remèdes ») d'Épiphane de Salamine, qui est une réfutation des gnostiques.
Or le fragment cité par l'hérésiologue n'apparaît pas dans le texte retrouvé à Nag Hammadi. Même si certains ont identifié les deux apocryphes l'un à l'autre, il semble plus raisonnable de maintenir l'existence de deux évangiles distincts, les cas d'homonymie n'étant pas rares pour des titres semblables. On retrouve ce premier texte dans les écrits apocryphes chrétiens sous le nom d'Évangile grec de Philippe.
Voici une traduction de ce fragment d'évangile grec de Philippe, tiré du Panarion. Le texte en italique est d'Épiphane de Salamine.
| Ils citent un faux évangile, au nom du saint disciple Philippe, et dont voici un extrait : Le Seigneur m'a montré ce que mon âme doit dire dans son ascension vers le ciel et comment elle doit répondre à chacune des puissances d'en haut : « Je me suis reconnue moi-même « et rassemblée moi-même de toutes parts ; « je n'ai pas semé d'enfants pour l'Archonte. « Mais j'ai arraché ses racines, « et rassemblé mes membres dispersés, « et je sais qui tu es. « Car je suis de ceux d'en haut. » C'est ainsi, disent-ils, que l'âme peut aller libre. Mais s'il se trouve qu'elle a procréé un fils, elle est retenue ici bas, jusqu'à ce qu'elle puisse prendre ses propres enfants et les restaurer en elle-même. |